# Escola Sanford

A escola americana Sanford School é uma escola mista Hockessin, Delaware, para alunos da pré-escola até o ensino médio.
Esta escola foi fundada por Sanford e Ellen Sawin como "Sunny Hills School" em 23 de setembro de 1930. O nome da escola foi alterado para 'Sanford School' em 1966.
A escola Sanford, entre as 17 escolas em Delaware está classificada em  3º lugar e em 366º lugar entre 3.180 melhores dos Estados Unidos.

## Esportes
Tradicionalmente, a escola americana Sanford compete em esportes intercolegiais, ou seja que realiza jogos entre dois ou mais colégios, como membro da Delaware Independent School Conference.
A escola Sandford já ganhou 10 campeonatos de basquete masculino e 5 campeonatos femininos.Inclusive, eles são a primeira escola em sua conferência a vencer os campeonatos estaduais de basquete feminino e masculino por dois anos consecutivos em 2010 e 2011.

## Ex-alunos notáveis
- Trevor Cooney, jogador de basquete de Syracuse[1]
- Walter Davis, jogador da UNC e estrela da NBA[2]
- Luis Estevez, estilista e figurinista americano de origem cubana[3]
- Richard Hell, músico punk, membro do Television, Richard Hell and the Voidoids, The Heartbreakers e Neon Boys[4][5]
- Deon Jones, jogador de basquete[6]
- Tom Verlaine, músico punk, membro do Television e Neon Boys[7][5]

## Links externos
- Sítio oficial

https://www.sanfordschool.org/